# Bieber (Kalifornia)
Bieber – jednostka osadnicza w Stanach Zjednoczonych, w stanie Kalifornia, w hrabstwie Lassen.